# Stor-Elvdal
Stor-Elvdal este o comună din provincia Innlandet, Norvegia.